# Hockeria wibawai
Hockeria wibawai är en stekelart som beskrevs av T.C. Narendran och Sudheer 2005. Hockeria wibawai ingår i släktet Hockeria och familjen bredlårsteklar. Inga underarter finns listade i Catalogue of Life.